# مورچه‌خوارهای درختی
مورچه‌خوارهای درختی (نام علمی: Tamandua) نام یک سرده از تیره مورچه‌خواران است.